# スマイリーアース
株式会社スマイリーアース(すまいりーあーす)は、大阪府泉佐野市上之郷にある、タオル・ガーゼケット・ベビー製品などのオーガニックコットン製品「真面綿（まじめん）」を製造販売している企業。主にウガンダオーガニックコットンを主原料として扱う。
「ウガンダオーガニックコットンのスマイリーアース」として、日本とウガンダ共和国を繋ぐソーシャルビジネスを展開し、持続可能な開発目標の達成に向けたビジネスモデルを構築している。

## 概要
「日本タオル製造発祥の地」大阪府泉佐野市の山間部に位置する上之郷でオーガニックコットンを素材としたタオル・ガーゼケット・ベビー製品などの綿織物製品製造を営む企業。アフリカのウガンダ原産の良質なオーガニックコットンを材料に、自然低温シアバター製錬方法を用いて、オーガニックコットン(無農薬有機栽培綿花)100%の製品を製造する。自社工場で一貫製造する同社オリジナル綿製品ブランド「真面綿（まじめん）」の製造工程、フランスのオーガニック製品認証機関エコサートの認証を2008年より取得し続けるなど、高い評価を得ている。
高速織機を使用する大量生産型のタオル生産では綿糸の強度を一定に保つなどの目的で大量の化学薬品を用いるが、同社では綿繊維に負担がかからない旧来の織機（低速レピア織機）を意図的に使用するほか、洗浄に井戸水を用いるなどして化学薬品の使用を極限の400分の1まで減らしたうえでのオーガニックコットン生産を手がけている。
2015年に完結させた「循環型環境ストレスフルーを実現したタオル生産プロセス」では、水資源とエネルギー調達において自然環境に負荷を与えない循環サイクルを実現させ、近未来的な躍進を遂げた。その躍進を後押しした技術が、独自に研究を重ねていた「綿の自浄作用を活用した綿の処理方法」の発見である。その技術の発見によって構築した特許技術「自浄清綿法」（じじょうせいめんほう）は、綿の自浄作用を活用した綿繊維の処理方法として綿産業史には存在しなかった世界初の技術という事で評価が高まり、2017年に日本河川協会主催で秋篠宮文仁親王が名誉総裁を務めている日本水大賞の第19回本水大賞で経済産業大臣賞を受賞。続く2018年に第経済産業省が2年に1度開催する国の「ものづくり」を表彰する「ものづくり日本大賞」の第7回目となる第7回ものづくり日本大賞で経済産業大臣賞を受賞している。
現在はネット販売を中心に販売網を広げている。
日本ウガンダ共和国間の友好的な外交関係構築に貢献
同社は、ウガンダ共和国北部産のオーガニックコットンを使って製品化を長年行ってきた。その「ものづくり」によって繋がったウガンダ共和国との信頼関係は他に類を見ない関係性を作り上げている。2017年7月に同社とウガンダ共和国との信頼関係をベースに同社が本拠地を置く大阪府泉佐野市と、同社が綿花を仕入れるウガンダ共和国北部の都市グル市が友好都市提携を締結している。同時に、泉佐野市はウガンダ共和国を相手国とする2020東京オリンピック・パラリンピック大会時の選手団受け入れホストタウンの登録（第3次ホストタウン登録）も国から受けており、同社が繋いだ二国間の友好親善関係は自治体レベルから国レベルへの貢献を果たした。更に、同社代表で元箱根駅伝ランナーでもある奥　龍将がウガンダ陸上競技連盟より「ウガンダの中長距離種目はメダル獲得の可能性が高いため高地での合宿を希望する」という要望を受けた事から、自身が学生時代に毎年夏合宿を行っていた長野県北佐久郡立科町へその要望を届けた。立科町からウガンダ共和国中長距離種目の受け入れを進めたいという意向が示されたことで立科町ウガンダ共和国間ホストタウン事業構想が浮上し、ロンドン五輪マラソン金メダリスであるウガンダ出身ランナー　スティーブン・キプロティッチ選手の福岡国際マラソン出場時に立科町で受け入れセレモニーを開催する事を立案。元五輪金メダリストの立科町訪問を無事に遂行したことで、2018年2月に内閣府による第6次ホストタウン登録において立科町がウガンダ共和国の第2ホストタウンとして登録を受けた。同社が実現した日本国ウガンダ共和国間の友好親善関係構築への貢献は、これで3つの偉業を成し遂げた事になる。そのような中で、これまでの日本国ウガンダ共和国間の友好親善の促進への貢献が称えられ、同社代表の奥　龍将は2018年9月に第1回在外公館長賞（在ウガンダ共和国日本国大使館）を受賞している。在外公館長表彰は，任国との相互理解及び友好親善の促進等，在外公館の任務の遂行に協力し，特に推薦するに値する顕著な貢献又は善行を行ったと認められる部外の者又は団体を顕彰するものとしている。
2018年9月3日に行われた第1回在外公館長賞表彰式の中で、亀田和明特命全権大使（在ウガンダ共和国）は下記のように株式会社スマイリーアース代表取締役社長の奥　龍将について述べている。
（1）柏田社長の意志を受け継ぎ，ウガンダ産有機綿花を原料に大阪府泉佐野市でタオル工場を経営している。
（2）グルにおいて綿花を買い付けるだけでなく，グルの綿花農家の独自の生活を守り，生態系にも配慮した有機綿花の栽培を促進している。
（3）こうしたグルとの関係を背景に，泉佐野市とグル市の友好都市提携の実現に尽力し，双方との調整に関しても中心的役割を果たした。
（4）泉佐野市が，2020年東京オリンピック・パラリンピックでウガンダのホストタウンになることを実現させた。
（5）また，自身が箱根駅伝ランナーであった経験から，日本及びウガンダのスポーツ界とも太いパイプを持ち，これが立科町をしてウガンダの第2のホストタウンとすることを実現させ，幅広い日本とウガンダの関係拡大に更なる貢献があった。
（6）今後ともウガンダ産有機綿花をベースに，自らのスマイリーアース社の発展と日・ウガンダの友好関係の強化・拡大を両立させてもらいたい。
（7）このような奥社長の日・ウガンダ友好関係に対する類い希な貢献を高く評価し，今後のますますの活躍を期待して，第1回在外公館長表彰の受賞者として顕彰する。
　奥も挨拶で以下の内容を述べている。
（1）本日は，このような名誉ある賞をいただく機会に恵まれ大変うれしく思う。
（2）スマイリーアース社はものづくりを通じて持続可能な社会実現に貢献していくために，これからも努力を継続していきたい。
（3）更なる日・ウガンダ間の友好関係構築に尽力していきたい。

### 沿革
- 2008年 2月 - 会社設立
- 2009年 - 企画「ウガンダ産オーガニックコットンとコットン精練用シアバター石けん」が日本貿易振興機構（ジェトロ）の開発輸入企画実証事業に採択[4]。
- 2011年 8月 - シアバターを用いた綿繊維の製錬方法について、特許取得
- 2012年 6月 - 日本との国交樹立50周年記念で、ウガンダを訪れた秋篠宮夫妻にコットンタオルを献上[5]
- 2013年 4月 - 経済産業省「2013年度国際即戦力育成インターンシップ」に採択され、12月よりウガンダに人材を派遣[6]。
- 2013年 5月 - オーガニックコットン製品のオリジナルブランド「真面綿（まじめん）」の一般販売開始
- 2013年 6月 - アフリカン・フェア2013（主催は経済産業省、日本貿易振興機構（ジェトロ）に協賛出展 [7]
- 2013年10月 - BioFach Japan オーガニックEXPO 2013（オーガニック専門展示会）に出展[8]
- 2013年12月 - エコプロダクト2013（日本最大級の環境展示会、主催は産業環境管理協会と日本経済新聞社）に出展[9]
- 2014年12月 - エコプロダクト2014に出展[10]
- 2015年 5月 - 三越伊勢丹「グローバルグリーンキャンペーン」に参加。
- 2015年 7月16日 - JICA（国際協力機構）中小企業海外展開支援事業～案件化調査～において株式会社スマイリーアースが提案する「オーガニック精練技術を活用した綿花製品の付加価値向上に関する案件化調査」が採択された。[11]
- 2015年 12月 - エコプロダクツ2015に出展[12]
- 2017年 7月 - 第19回 日本水大賞 経済産業大臣賞を受賞「循環型環境ストレスフリーを実現したタオル生産プロセスの構築」
- 2018年 1月 - 第7回ものづくり日本大賞　経済産業大臣賞を受賞【ウガンダ共和国と日本を繋いできた絆の継承により創出された「循環型環境ストレスフリーを実現したタオル生産プロセス」】
- 2018年9月‐第1回在外公館長賞（在ウガンダ共和国日本國大使館）を受賞
- 2019年6月4日‐　令和元年　はばたく中小企業・小規模事業者300社入選（経済産業省・中小企業庁）

### 製錬方法
- 自然低温シアバター製錬方法（特許）[13]
  - 一般的な綿繊維の精練では酵素や界面活性剤などの薬品類を多く使用するのに対して、ウガンダに自生するシアナツメの種子から取る天然オイルであるシアバター石鹸を用いた製錬ではこれら薬品類を使用せず、また精練時の処理液の温度も低く抑えることができるため、地球環境に優しい。またこの工法で精練した綿繊維は、優れた機械的強度及び吸水性をもつほか毛羽落ちも少なく、優れた品質特性をもつ。
  - 特許公開日：2011年（平成23年）8月18日
  - 公開番号　：特開2011-157663（P2011-157663A）
- 自浄清綿法（特許取得技術）「綿繊維の処理方法」（特許第6161512号）登録日　平成29年6月23日[14]
- 一般的な綿繊維の精練では酵素や高濃度多品種の化学薬剤（界面活性剤・苛性ソーダ・次亜塩素）なのが使用されるが、水と綿のみで綿繊維の油分や不純物を取り除く「綿の自浄作用」を世界で初めて発見し、特許を取得した。産業革命以後、綿産業は化学の力に頼り切ってきた中で環境汚染問題も度々問題になって来ていたが、同社の技術が普及すれば地球環境は確実に改善されると注目を集めている。第19回日本水大賞、第7回ものづくり日本大賞において経済産業大臣賞を受賞した理由も、この技術を開発した事によって受けている。

## 脚註
1. ↑  日本のノウハウでアフリカの産業を発展させる NHK　World Wave Tonightホームページ　2013年5月30日付記事
2. ↑  タオルリポート（タオル専門情報誌）2012年9月12日記事
3. ↑  使用薬品400分の1“超オーガニック”、シェア5割「泉州タオル」産業革命を成し遂げた「ウガンダとのタッグ」 産経ニュースWest2014年4月27日配信記事
4. ↑  2009年度採択案件ジェトロ開発輸入企画実証事業
5. ↑  秋篠宮ご夫妻へ有機綿　泉佐野の会社　ウガンダで献上 ニュースせんなん　2012年6月17日記事
6. ↑  スマイリーアース「真面綿」の挑戦／本物のタオルを消費者に繊維ニュース 2014年7月4日付配信記事
7. ↑  アフリカン・フェア2013 ジェトロホームページ
8. ↑  BioFach Japan オーガニックEXPO 2013
9. ↑  エアプロダクト2013出展者情報
10. ↑  「エシカル」なファッションに注目 - エコプロ2014を歩く2緑のgoo 2014年12月22日配信記事
11. ↑  http://www.jica.go.jp/kansai/press/ku57pq00000dzxt3-att/ku57pq00000ebci8.pdf
12. ↑  http://eco-pro.com/eco2015/
13. ↑  綿繊維の製錬方法 特開2011-157663
14. ↑  “BS TBS 夢の鍵　「究極のオーガニックタオル」”.   スマイリーアース. 2017年10月15日閲覧。